# Mychajliwka (rejon winnicki)
Mychajliwka (ukr. Михайлівка) – wieś na Ukrainie, w obwodzie winnickim, w rejonie winnickim. W 2001 roku liczyła 906 mieszkańców.